# Gele pelsmot
De gele pelsmot (Tinea trinotella) is een vlinder uit de familie echte motten (Tineidae). De wetenschappelijke naam van de soort werd in 1794 gepubliceerd door Carl Peter Thunberg.
De spanwijdte varieert van 12 tot 18 millimeter.